# Чаданский сумон
Чаданский сумон — административно-территориальная единица (сумон) и муниципальное образование со статусом сельского поселения в Дзун-Хемчикском кожууне Тывы Российской Федерации.
Административный центр и единственный населённый пункт сумона — село Бажын-Алаак.

## Население
| 2017 | 2018  |
| ---- | ----- |
| 1509 | ↗1519 |